# Сиско Систъмс
Cisco Systems, Inc., по-често съкратено като Cisco (произношение на английски Сискоу), е американска транснационална компания, с централен офис в Сан Хосе, Калифорния.
Проектира и продава електроника за потребители, мрежови, комуникационни и гласови технологии и услуги. Тя е измежду най-успешните компании за информационни технологии в епохата на Интернет. Компанията е сред най-големите производители на телекомуникационни съоръжения в световен мащаб, като голяма част от маршрутизиращото оборудване, което се използва в Интернет, днес се произвежда от Cisco.
Основана е през 1984 г. в Сан Франциско, Калифорния (откъдето произлиза името, както и логото на компанията, схематично изобразяващо известния мост Голдън Гейт). Cisco има повече от 65 000 служители и годишен оборот 40 млрд. долара за 2010 г.
Логото на компанията представлява стилизирано изображение на моста „Голдън Гейт“.

## История
През 1984 г. съпрузите Лен Босак и Сандра Лернър от Станфордския университет, заедно с Ричърд Трояно, който се присъединява към тях малко по-късно, основават Cisco Systems. Името на компанията произлиза от името на град Сан Франциско – San Francisco. Първият продукт на Cisco представлява реплика на рутер „Blue Box“, използван в университета, и адаптиран мултипротоколен рутерен софтуер, написан от Уилям Йегър, също служител на Станфордския унивеститет. По-късно този софтуер става основа за операционната система Cisco IOS (на английски: Internetwork Operating System). Първи главен изпълнителен директор на Cisco е Бил Грейвс, (от 1987 до 1988), заменен през 1988 г. от Джон Моргридж, който ръководи компанията до 1995 г., когато е сменен от Джон Чеймбърс. Cisco не е единствената компания, която произвежда и продава рутери, но е първата, която успешно продава рутери за многопротоколни мрежи. Когато Интернет протоколът (IP) се разпространява широко, важността на многопротоколното маршрутизиране намалява. Въпреки това компанията успява да се възползва от бума на Интернет, като предлага разнообразни мрежови продукти на доставчиците на Интернет и към 1998 г. става фактически монополист. В днешно време най-големите рутери на Cisco се използват за доставка на IP пакети.
На 16 февруари 1990 г. Cisco става публична компания с пазарна капитализация от 224 млн. долара и е включена във фондовата борса Nasdaq. На 28 август 1990 Лернър е уволнена поради назначаването на професионални мениджъри. Съпругът ѝ Босак подава оставка в знак на протест. Семейната двойка се оттегля от Cisco със 170 млн. долара, 70% от които са дадени за различни дарения. По-късно се развеждат.
През март 2000 г., по време на самия пик на дот-ком балона, Cisco става най-скъпата компания в света с пазарна капитализация над 500 милиарда долара. През юли 2014 г., с пазарна капитализация от 129 милиарда долара, тя все още е сред най-скъпите компании в света.
През 2003 г. корпорацията придобива фирмата Linksys – производител на оборудване за домашни мрежи и мрежи за малки офиси. През 2009 г. Cisco успява да закупи над 90% от акциите на норвежката компания Tandberg, което позволява на компанията да стане световен лидер в производството на оборудване за видеоконференции.
През 2010-те години Cisco започва активно да поглъща различни производители на програмно осигуряване.

## Продукти и услуги
- Internetwork Operating System, операционна система, която се използва в голяма част от рутерите на Cisco Systems и от някои Cisco мрежови комутатори.

## Обучение и сертификати
Cisco предлагат пет нива на IT сертифициране: начално (Entry), младши специалист (Associate), професионален специалист (Professional), експерт (Expert) и архитект (Architect) в общо осем направления. Сертификационните програми могат да се видят на сайта на Cisco.
Бизнес данни
- Cisco Systems в Google финанси
- Cisco Systems в Yahoo финанси
- Cisco Systems Архив на оригинала от 2013-06-19 в archive.today в Reuters

## Cisco Systems в България
През 1999 г. Cisco Systems открива свой офис в България.